# Plecotus alpinus
Plecotus macrobullaris là một loài động vật có vú trong họ Dơi muỗi, bộ Dơi. Loài này được Kiefer & Veith mô tả năm 2001.

## Hình ảnh

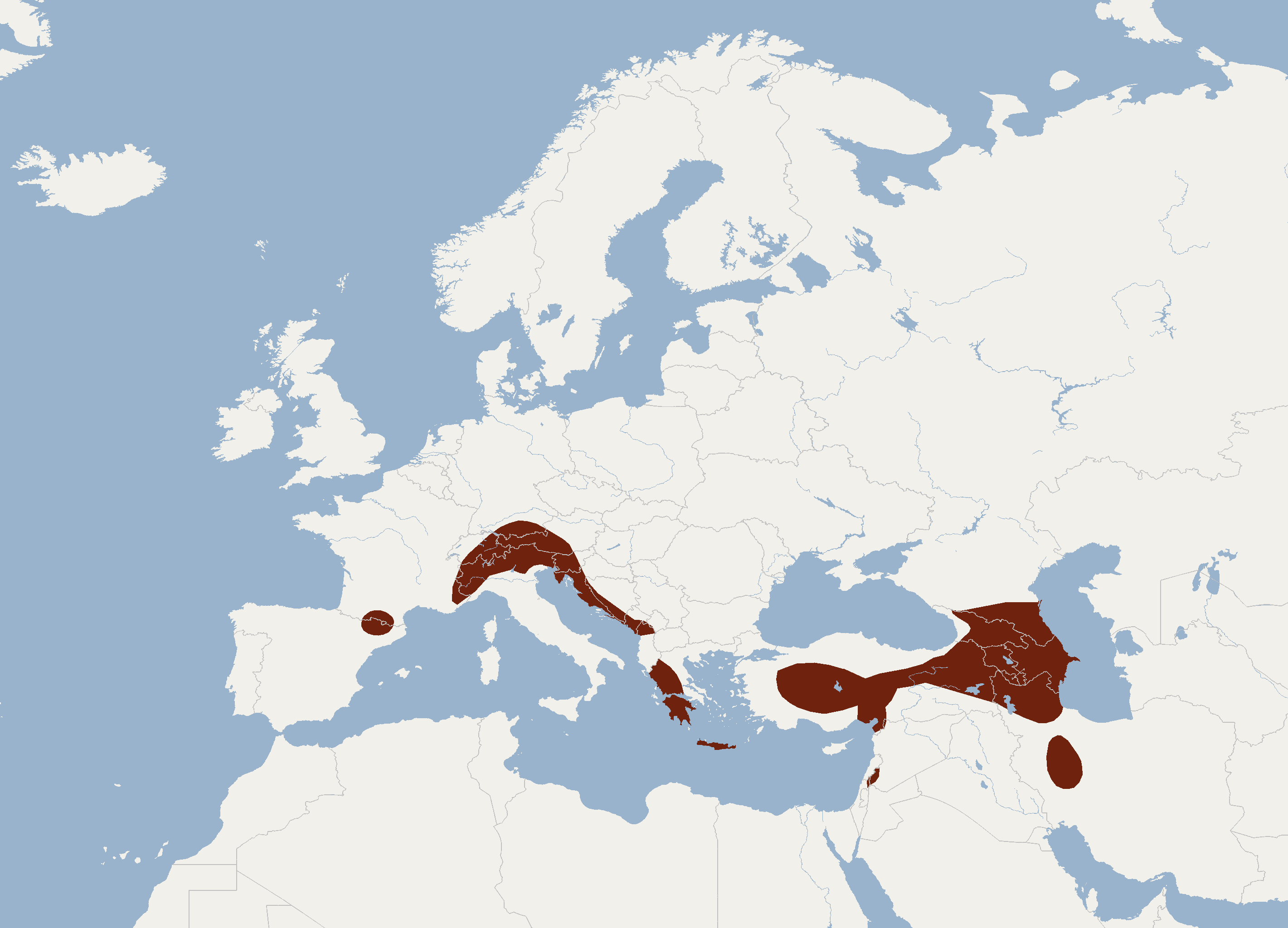